# Église de Luther (Riga)
Pour les articles homonymes, voir Église de Luther.
L'église de Luther (letton : Lutera evaņģēliski luteriskā baznīca) ou église de Torņakalns (letton : Torņakalna baznīca) est une église évangélique-luthérienne située dans le voisinage de Torņakalns à Riga, capitale de Lettonie.